# Spraš

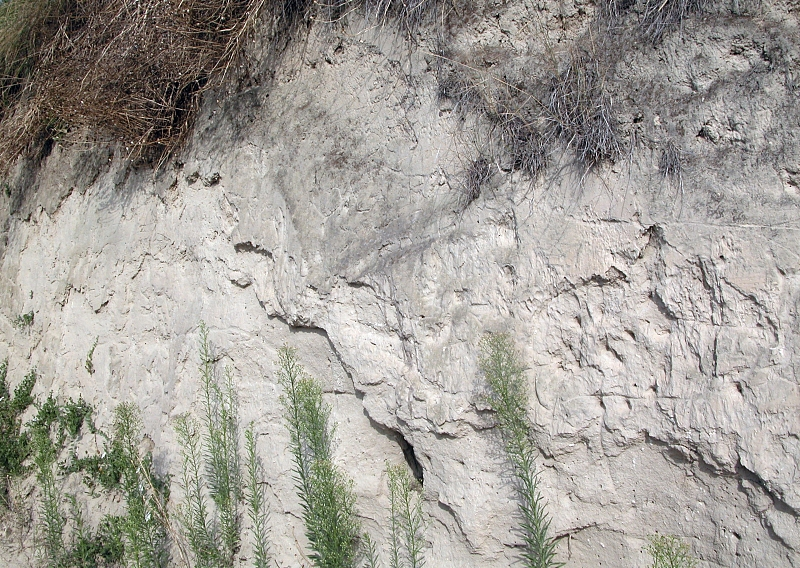
Spraš

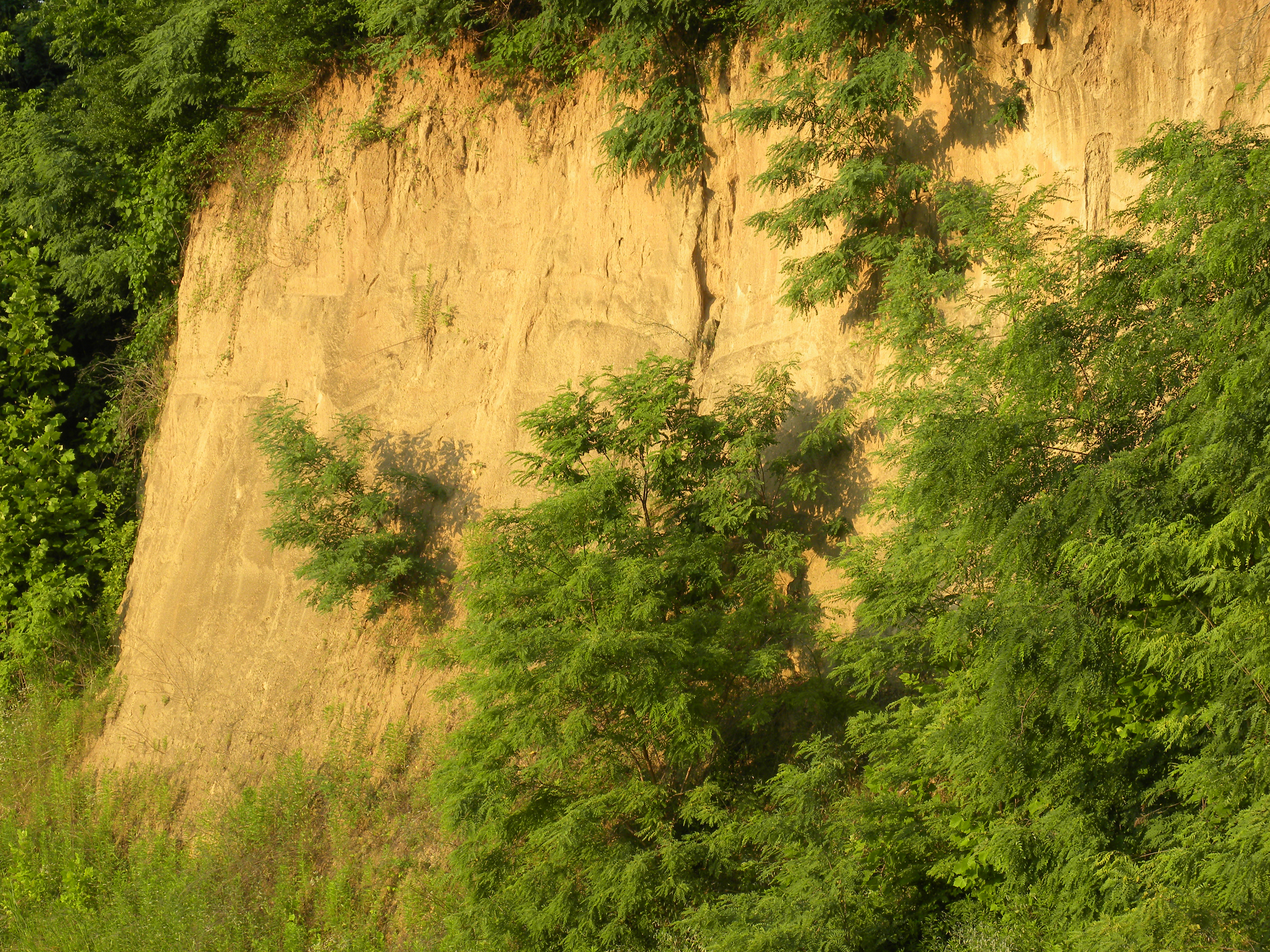
Spraš

Spraš je klastický sediment eolického (tj. vátého) původu s velikostí části od 0,03 až 0,06 mm. Hlavní složkou je jemný křemitý prach (křemen, živec a slída) s příměsí uhličitanu vápenatého, vytvářejícího sražené hrudky („cicváry“), a jílu. Typickou světle okrovou barvu mají na svědomí oxidy železa.
Spraše jako první definoval Charles Lyell. Porovnával spraše z údolí Mississippi se sprašemi v údolí Rýna. Původně byl přesvědčen, že jsou fluviálními (říčními) sedimenty. Až v roce 1877 Ferdinand von Richthofen poukázal na eolický (navátý) původ.

## Vznik
Spraše jsou nejrozšířenější, větrem naváté (eolické) prachové sedimenty. Glaciální spraše vznikaly v pleistocenních dobách ledových (ve starších čtvrtohorách), v oblastech, do jejichž blízkosti dosahovalo kontinentální zalednění. Vlivem suchého a studeného podnebí probíhalo silné mrazové zvětrávání hornin. Pevné horniny se účinkem mrazu rozpadly až na prach. Vodami tajících ledovců byly prachové zvětraliny přemisťovány. Staly se součástí glaciofluviálních sedimentů. Rozdrcené horniny, které po sobě zanechal ustupující ledovec se v suché krajině bez vegetace staly snadnou kořistí větru. Z údolí řek vítr vyvál jemné částice na velké vzdálenosti. K usazování spraší docházelo především na závětrné straně hřbetů a údolí, tedy v místech, kde vítr ztrácel unášecí schopnost.
Z prachu se pedogenetickým procesem vytvořila spraš. Spraše vznikaly i v močálech, respektive v prostředí, které bylo občas zaplavené vodou (říční nivy). Sprašová přikrývka se tvořila během několika ledových dob (glaciálů) a stadiálů (studené období během doby ledové, oddělené navzájem teplejšími interstadiály).
Neglaciální spraše vznikají na pouštích, případně v jiných oblastech postižených silnými větry, jezerech typu playa a též ukládáním vulkanického popela.

## Vlastnosti

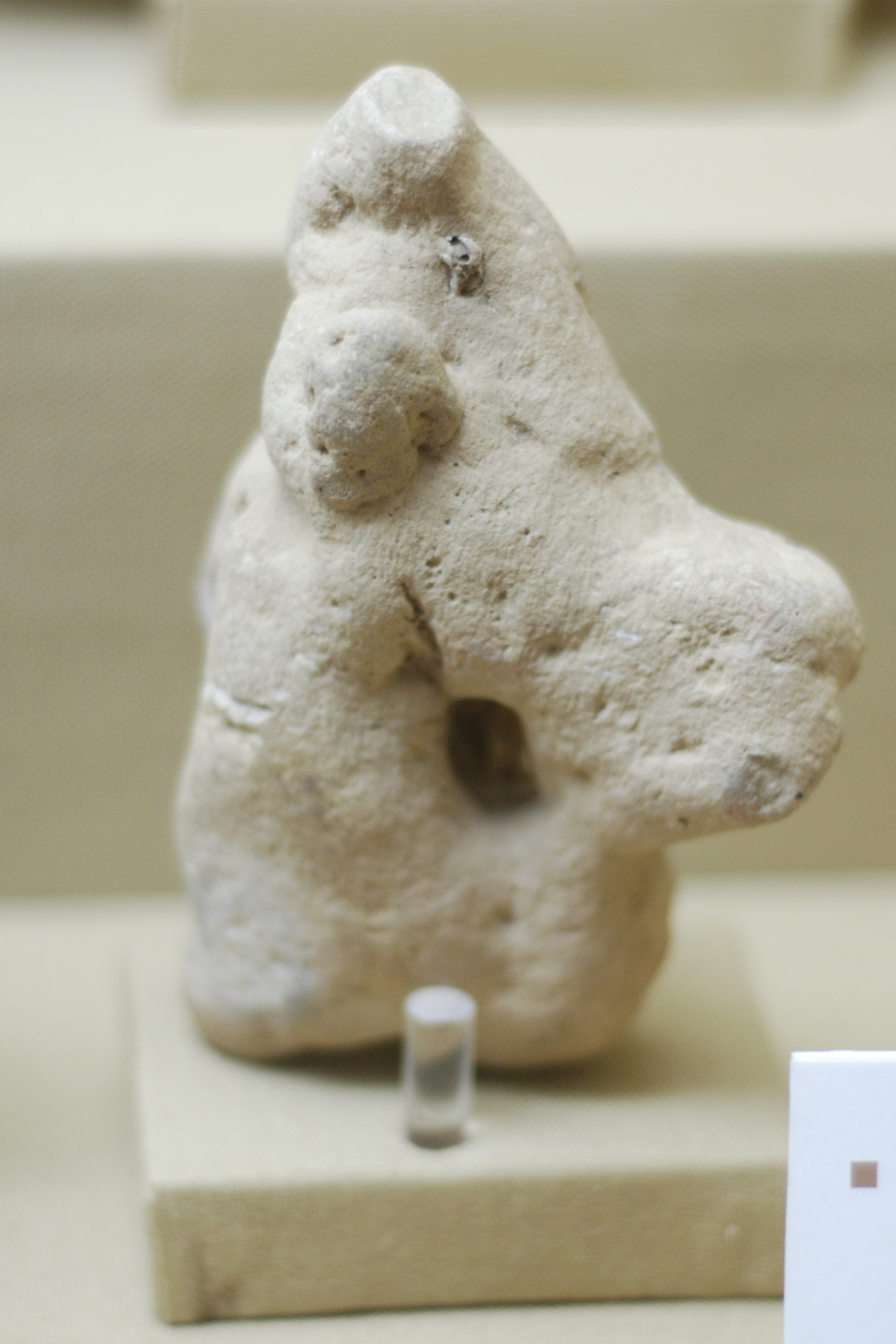
Vápenatá sprašová konkrece z německého Weinheimu

Spraš představuje světle okrový až světle žlutohnědý, měkký, pórovitý, nevrstevnatý (masivní) sediment. Je typický svou sloupcovou odlučností, často vytváří kolmé stěny. Za sucha je měkká, takže ji lze rozmělnit v prstech, přitom je však soudržná a nesesýpavá. Obsahuje 45-65 % prachových (aleuritických) a písčitých (psamitických) částic, které tvoří hlavně křemen a živce. Jílové minerály tvoří 25-35 % objemu, proto hornina při zkoušce se zředěnou kyselinou chlorovodíkovou „šumí“. Spraš musí mít obsah nad 50 % částic s průměrem 0,05 až 0,01 mm, resp. 0,03 až 0,06 mm. Částice této velikosti je možno označit jako hrubozrnný silt až velmi jemný písek. Mocnost spraší dosahuje až 30 metrů, na plošinách kolem 5 metrů. Se stoupající nadmořskou výškou (asi od 300 m) přecházejí typické spraše do nevápnitých, často hrubozrnnějších sprašových hlín.
Spraše jsou velmi propustné a srážky se na nich z velké části vsakují do hloubky, stejně snadno se však díky kapilární vzlínavosti může voda vracet k povrchu a vyživovat rostliny. Je-li postupně uhličitan vápenatý vyluhován ze svrchních poloh do hloubky, dochází k přeměně povrchové spraše na sprašovou hlínu. Spraše vynikají jako úrodná zemědělská půda. Jako měkké sedimenty lehce podléhají vodní erozi, proto jsou často, zejména na svazích rozbrázděné. Snadno v nich vznikají hluboké strže. Ve sprašových terénech též mohou vznikat pseudokrasové jevy.
Spraš navátá větrem nevykazuje na pohled patrné vrstvy – ty se vyskytují pouze u spraší druhotně přemístěných vodou. Někdy je v nich možno nalézt kosti obratlovců, ulity plžů nebo stopy po lidské činnosti. Vyluhováním CaCO3 z horniny a jeho zpětné vysrážení má za následek vznik konkrecí nepravidelného tvaru, označovaných jako cicváry.

## Výskyt
Dnes spraše pokrývají rozsáhlá území Severní Ameriky (středozápad USA), stejně jako Eurasii od střední Evropy až po Čínu. Obzvláště velké mocnosti, až 400 metrů, dosahují sprašové uloženiny ve střední Číně (zde je zdrojem materiálu i poušť Gobi), kde utvářejí povrch provincií Šen-si, Šan-si a S’-čchuan. V těchto oblastech odedávna obyvatelstvo využívalo typické vlastnosti spraše, totiž soudržnosti jejích ostrohranných částic a hloubilo si v roklích zemní obydlí.
Spraše se hojně vyskytují i v České republice, zejména v nížinách jižní Moravy, kde v Dyjskosvrateckém a Dolnomoravském úvalu dosahují mocnosti kolem 5-15 m,[zdroj?] místy i přes 30 m. Je z ní vyrobena Věstonická Venuše.